# Clara Bahamondes
Clara Maria Bahamondes (født 5. juli 1996) er en dansk barneskuespiller. Hun er mest kendt som Emma i Jul i Valhal, men har ligeledes fået stor opmærksomhed som Margrethe i Krøniken. Hun medvirker desuden i Kongekabale.

## Filmografi

### Film
| År   | Titel                          | Rolle          | Noter |
| ---- | ------------------------------ | -------------- | ----- |
| 2004 | Kongekabale                    | Julie Torp     |       |
| 2006 | Krummerne - Så er det jul igen | Nova           |       |
| 2007 | A Viking Saga                  | Dagmar som ung |       |
| 2007 | Guldhornene                    | Emma           |       |
| 2009 | Vølvens forbandelse            | Sille          |       |

### Tv-serier
| År        | Titel          | Rolle      | Noter          |
| --------- | -------------- | ---------- | -------------- |
| 2005      | Jul i Valhal   | Emma       | Julekalender   |
| 2005-2006 | Krøniken       | Margrethe  | Afsnit 14-16   |
| 2006      | Anna Pihl      | Frederikke | Afsnit 1       |
| 2008      | 2900 Happiness | Maja       | Afsnit 220-225 |
| 2008      | Sommer         | Lucia      | Afsnit 15      |